# فرودگاه بین‌المللی ژنرال سرواندو کاناس
فرودگاه بین‌المللی ژنرال سرواندو کاناس (به انگلیسی: General Servando Canales International Airport) یک فرودگاه همگانی مسافربری با کد یاتا MAM است که یک باند فرود آسفالت دارد و طول باند آن ۲۳۰۰ متر است. این فرودگاه در کشور مکزیک قرار دارد و در ارتفاع ۸ متری از سطح دریا واقع شده‌است.